# فرنان بیسون د لا روکه
فرنان بیسون د لا روکه (انگلیسی: Fernand Bisson de la Roque؛ ۳۰ ژوئن ۱۸۸۵ – ۱ ژانویهٔ ۱۹۵۸) باستان‌شناس، و انسان‌شناس اهل فرانسه بود. حفاری‌های قابل توجه او شامل ۱۹۲۱ تا ۱۹۲۴ در هرم جدفرع در ابو رواش، ۱۹۲۵ تا ۱۹۳۲ در معبد مونتو در المدامود، در شمال شرقی تپه و از ۱۹۳۳ تا ۱۹۵۰ در معبد ماهو در الطود (اقصر) جنوب شرقی تبای (مصر باستان) است.